# Bienvenido Cedeño
Bienvenido Cedeño (nacido el 1 de enero de 1969) es un lanzador de beisbol Panameño nacido en la Provincia de Bocas del Toro.

## Carrera
En la Liga de béisbol juvenil de Panamá jugó para Bocas del Toro y en el Liga de Béisbol de Panamá jugó para Bocas del Toro, Chiriquí y Panamá Oeste, 9 campeonatos logró con Chiriquí, 49 rescates hizo en su carrera.

## Selección nacional
Se destaca por estar en el roster de Panamá para el Clásico Mundial de Béisbol de 2006. Hizo dos apariciones en ese Clásico Mundial de Béisbol, permitiendo siete hits en3 2⁄3 entradas de trabajo, registrando efectividad de 4.91. También representó a Panamá en los Juegos Centroamericanos de 1997, cuando ganaron el oro, y en los Juegos Bolivarianos de 2001, cuando ganaron el oro. Es diestro, mide 5'8" de altura y pesa 175 libras.